# ケビン・ヤング (バスケットボール)
ケビン・ヤング（Kevin Young、1984年2月22日 - ）は、ジャマイカ出身のバスケットボール選手である。ポジションはセンター。身長207cm、体重126kg。

## 来歴
ミズーリ大学に入学。
その後、トルコ、フランス、オランダ、ウルグアイ、ベネズエラ、アルゼンチン、メキシコを経て、2011年に来日し、アイシンシーホース三河に入団。

## 経歴
- バーシェアー高校 - ミズーリ大学 - アンタルヤ（トルコ） - バスケットレイシング（フランス） - ロッテルダム（オランダ） - ビグア（ウルグアイ） - マリノスデアンゾアテグイ（ベネズエラ） - ビグア（ウルグアイ） - シシリスタ・オリンピコ（アルゼンチン） - グアイラ（ベネズエラ） - クインタナルーカンクン（メキシコ） - グアイラ（ベネズエラ） - アイシン